# Анікета повстання
Анікета повстання (69—79 рр. н. е.) — виступ вільного населення та рабів у Понтійському царстві та Колхіді на чолі з вільновідпущеником Анікетом проти римських завойовників і місцевих рабовласників. Анікета повстання підтримав понтійський флот. Повсталі знищили римський флот і гарнізон у Трапезунті, оволоділи сх. узбережжям Чорного моря. Анікета повстання було придушене військами імп. Веспасіана. Анікет втік в Мегрелію, але був виданий римлянам; його дальша доля невідома.